# Saison 2 de Star Wars: The Bad Batch
Chronologie
Saison 1 Saison 3
La deuxième saison de Star Wars: The Bad Batch, série d'animation en 3D américaine, est constituée de seize épisodes. Suite et série dérivée de la série Star Wars: The Clone Wars, elle se situe juste après les événements de La Revanche des Sith et de The Clone Wars. Créée par Dave Filoni, la série est centrée sur le Bad Batch, un groupe de clones génétiquement modifiés.
Diffusée via le service de vidéo à la demande Disney+, elle débute mondialement avec les épisodes Butin de guerre et Vestiges de guerre, diffusés le 4 janvier 2023, et se termine avec les épisodes Le Sommet et Plan 99 diffusés le 29 mars 2023.

## Synopsis
Plusieurs mois après l'embuscade sur la planète Kamino et la destruction par l'Empire des installations de clonages et du foyer des soldats clones, le Bad Batch continue d'entreprendre des missions de mercenaires tout en luttant pour survivre face à l'oppression impériale de plus en plus implacable.

## Production
Le 5 août 2021, Disney+ annonce le renouvellement de The Bad Batch pour une seconde saison dont la diffusion est prévue en 2022,. En janvier, le no 208 du Star Wars Insider, le magazine officiel de la franchise, révèle une fenêtre de sortie au printemps,. Celle-ci est supprimée du magazine dès le numéro suivant,. Par la suite, le 29 mai 2022, à l'occasion de la Star Wars Celebration, une première bande-annonce est diffusée et dévoile une sortie à l'automne 2022. Quelques jours après, Disney+ diffuse brièvement sur son application une image promotionnelle, avant qu'elle ne soit supprimée, qui révèle une date de sortie fixée au 28 septembre,.
Celle-ci est confirmée via le programme des sorties de The Walt Disney Company Australia et l'émission On the Red Carpet (en) d'ABC, une filiale de Disney, qui présente les nouveautés du mois de septembre, dont The Bad Batch,. Le studio CGCG, qui produit l'animation de la série, corrobore également la date. Cependant, la série n'est pas incluse dans les programmes des sorties de Disney+ des autres pays et finit par être supprimée de celui de Disney Australie, de même pour l'émission où le passage de The Bad Batch est retiré,. Finalement, le 10 septembre 2022, lors de la convention D23, Dave Filoni annonce que la saison débutera le 4 janvier 2023 avec les deux premiers épisodes. Elle sera, à l'instar de la première saison, composée de seize épisodes. L'actrice Wanda Sykes rejoint la distribution de la série dans le nouveau rôle de Phee Genoa.

## Distribution

### Principaux et récurrents
- Dee Bradley Baker (VF : Serge Biavan, Sylvain Agaësse pour Tech et Frédéric Souterelle pour Wrecker) : le Bad Batch (15 épisodes[N 1])
- Michelle Ang (VF : Emmylou Homs) : Omega (14 épisodes)
- Noshir Dalal (VF : Fabrice Lelyon) : vice-amiral Rampart (4 épisodes)
- Rhea Perlman (VF : Marie-Martine) : Ciddarin Scaleback, surnommée « Cid » (6 épisodes)
- Dee Bradley Baker (VF : Serge Biavan) : les soldats clones (9 épisodes)
- Wanda Sykes (VF : Virginie Emane) : Phee Genoa (4 épisodes)
- Jimmi Simpson (VF : Thierry Kazazian) : Dr Royce Hemlock (4 épisodes)
- Keisha Castle-Hughes (VF : Daria Levannier) : Emerie Karr (4 épisodes)

### Invités
- Benjamin Diskin (VF : Christophe Desmottes) : AZI-3 (épisodes 1 et 16)
- Dee Bradley Baker (VF : Serge Biavan) : capitaine Wilco (épisodes 1 et 2), commandant Cody (épisode 3), Cade (épisode 7), Slip (épisode 7), capitaine Rex (épisodes 7 et 8), Scorch (épisode 11), Mayday (épisode 12), Fireball (épisode 14), Gregor (épisode 14), Howzer (épisode 14), Nemec (épisode 14)
- Héctor Elizondo (VF : Hervé Bellon) : Romar Adell (épisode 2)
- Max Mittelman (en) (VF : Olivier Chauvel) : gouverneur Grotton (épisode 3)
- Tasia Valenza (VF : Laetitia Laburthe-Tolra) : Tawni Ames (épisode 3)
- Matthew Wood (VF : Emmanuel Garijo) : les droïdes de combat (épisode 3)
- Shelby Young : droïde tactique (épisode 3), droïdes Axis (épisode 6)
- Jonathan Lipow (VF : Jérémie Bédrune) : l'annonceur de la course (épisode 4)
- Ernie Hudson (VF : Thierry Desroses) : Grini Millegi (épisode 4)
- Ben Schwartz (VF : Antoine Schoumsky) : TAY-0 (épisode 4)
- Liam O'Brien (VF : Gunther Germain) : Bolo (épisode 5)
- Sam Riegel (VF : Jérôme Wiggins) : Ketch (épisode 5)
- Noshir Dalal (VF : Gunther Germain) : chef Axis (épisode 6)
- JP Karliak (en) : commandant Babwa Venomor (épisode 6)
- Phil LaMarr (VF : Bertrand Liebert) : Bail Organa (épisodes 7 et 8)
- Phil LaMarr (VF : Mathieu Buscatto) : sénateur Riduli (épisodes 7 et 8)
- Jennifer Hale (VF : Fily Keita) : sénatrice Riyo Chuchi (épisodes 7, 8 et 14)
- Jennifer Hale (VF : Jocelyne Nzunga) : sénatrice de la Guilde du commerce (épisodes 7 et 8)
- Stephen Stanton (en) (VF : Jean-Pierre Leroux) : grand vizir Mas Amedda (épisodes 7 et 8)
- Sharon Duncan-Brewster (VF : Annie Milon) : sénatrice Tynnra Pamlo (épisode 7)
- Jameelah McMillan (VF : Barbara Beretta) : sénatrice Halle Burtoni (épisode 8)
- Ian McDiarmid (VF : Edgar Givry) : empereur Sheev Palpatine (épisode 8)
- Yuri Lowenthal : Benni Baro (épisode 10)
- Aleks Le : Drake (épisode 10)
- Jonathan Lipow (VF : Philippe Dumond) : Mokko (épisode 10)
- Helen Sadler (VF : Élisa Bourreau) : Dr Scalder (épisodes 11, 14 et 16)
- Gwendoline Yeo (VF : Marie Zidi) : Nala Se (épisodes 11 et 16)
- Bob Bergen (VF : Gérard Sergue) : Premier ministre Lama Su (épisode 11)
- Shelby Young (VF : Valérie Nosrée) : capitaine Bragg (épisode 12)
- Crispin Freeman (en) (VF : Marc Arnaud) : lieutenant Nolan (épisode 12)
- Steven Blum : Lanse Crowder, Eenta (épisode 13)
- Imari Williams (VF : David Krüger) : Shep Hazard (épisodes 13 et 14)
- Andy Allo (VF : Justine Berger) : Lyana Hazard (épisodes 13 et 14)
- Benjamin Diskin : capitaine Pearce (épisode 14)
- Stephen Stanton (VF : Pierre Laurent) : gouverneur Wilhuff Tarkin (épisodes 14 à 16)
- Dee Bradley Baker : amiral Barton Coburn (épisode 15)
- Andy de la Tour : général Hurst Romodi (épisode 15)
- Andrew Kishino (en) (VF : Daniel Njo Lobé) : Saw Gerrera (épisode 15)
- Alain Uy : lieutenant Maylur (épisodes 15 et 16)
- Ben Mendelsohn : commandant Orson Krennic (épisode 15)

 Source et légende : version française (VF) sur RS Doublage

## Liste des épisodes

### Épisode 1:Butin de guerre
- Le monde aquatique, au début de l'épisode, se nomme Aynaboni en référence à la pirate Anne Bonny[17].
- Le nom du capitaine Wilco provient de l'expression « Roger Wilco », utilisée dans le vocabulaire radio professionnel, et qui désigne qu'une personne s'engage à faire ce qui est demandé[17].
- Le palais du comte Dooku apparaît pour la première fois dans l'épisode Les Sœurs de la nuit (Nightsisters) de The Clone Wars, tandis que le cargo de transport de conteneurs provient de l'épisode Mon ami le droïde (The Forgotten Droid) de Rebels[17].

### Épisode 3:Le clone solitaire
- Le monument où Crosshair et Cody se rejoignent est le First Battle Memorial[N 2]. Il est dédié aux soldats clones morts durant la première bataille de la guerre des clones[N 3],[19].
- Le traité de paix mentionné par Tawni Ames, élaboré avec la sénatrice Mina Bonteri, est présenté dans l'épisode Héros des deux côtés (Heroes on Both Sides) de The Clone Wars[19].

### Épisode 4:Plus vite
- Le vaisseau que prennent Wrecker, Tech et Omega est un Star Commuter 2000, un vaisseau vu pour la première fois dans la série Star Wars Rebels et qui est inspiré du vaisseau StarSpeeder 3000 de l'attraction Star Tours[20].
- Dans le premier scénario de l'épisode, il était question d'une course avec des modules de course comme vu dans le film La Menace fantôme mais après développement de l'histoire, les modules ont été remplacés par un autre type de véhicule, des speeders de course. D'ailleurs, le personnage de Jet Venin est un pilote de l'espèce Nosaurien tout comme Clegg Holdfast, pilote de courses participant à la Boonta Eve dans le film[20].
- Grini Millegi est un Dowutin, espèce apparue pour la première fois dans le film Le Réveil de la Force et apparaît pour la première fois en animation[20].
- La ville Safa Toma est d'inspiration Western. D'ailleurs, la planète où se trouve la ville se nomme Serolonis, nommée d'après le réalisateur de films Western, Sergio Leone[20].

### Épisode 5:Enseveli
- Cet épisode de chasse au trésor s'inspire d'une autre saga de Lucasfilm, Indiana Jones dont une reprise de la scène d'ouverture du premier film Les Aventuriers de l'arche perdue où Indiana récupère un idole dans un temple au Pérou[21],[22].

### Épisode 6:Tribu
- Gungi est un Jedi qui apparaît pour la première fois dans un arc de quatre épisodes lors de la cinquième saison de The Clone Wars en tant que padawan[23].
- Wrecker fait référence à une ancienne mission sur Kashyyyk. Il s'agit d'une référence d'un arc de quatre épisodes inachevés qui étaient prévus pour la série The Clone Wars dont l'épisode reprend plusieurs éléments comme les Trandoshans et les araignées netcaster[24].
- Le design des araignées netcaster est inspiré des araignées Kinraths du jeu vidéo Star Wars: Knights of the Old Republic[24].

### Épisode 7:La Conspiration des clones
- Le bar des soldats clones, 79's, apparaît pour la première fois dans l'épisode Les Ordres de la sixième saison de The Clone Wars[25].
- La sénatrice de Taris, Tynnra Pamlo, apparaît pour la première fois dans le film Rogue One: A Star Wars Story. Le personnage est toujours interprété par l'actrice Sharon Duncan-Brewster[25].
- La sénatrice de Pantora, Riyo Chuchi, apparaît pour la première fois dans l'épisode Intrusion de la première saison de The Clone Wars[25].
- Rex emmène Chuchi dans un garage qu'il dit appartenir à des amis. Il s'agit des sœurs Martez et leur amitié est établie dans l'épisode Hors service de la première saison de la série[25].

### Épisode 8:Vérité et conséquences
- La Kaminoenne Halle Burtoni apparaît pour la première fois dans l'épisode Meurtres au Sénat de la deuxième saison de The Clone Wars où elle avait encore son poste de sénatrice de Kamino[26].
- Il s'agit du premier épisode de la série où le terme « Stormtrooper » est employé, marquant le début « d'une nouvelle ère »[26].

### Épisode 11:Métamorphose
- L'épisode fait suite à un arc de deux épisodes de la saison 2 de la série The Clone Wars où une bête de Zillo adulte fait son apparition. À la fin de l'épisode, il est capturé et tué par la République et Palpatine réquisitionne la scientifique Sionver Boll pour pouvoir cloner la bête[27].
- L'épisode s'inspire des films de science-fiction horrifique notamment Alien de Ridley Scott[27].

### Épisode 15:Le Sommet
- Orson Krennic, l'antagoniste principal du film Rogue One: A Star Wars Story apparaît dans cet épisode. Le personnage est toujours interprété par l'acteur Ben Mendelsohn[28].
- En plus de Krennic, deux autres impériaux présents lors de la réunion avec Tarkin ont fait des apparitions dans d'autres médias : Hurst Romodi apparaît pour la première fois dans le film Un nouvel espoir tandis que Barton Coburn fait sa première apparition dans l'épisode Sauvetage à la citadelle (Citadel Rescue) de la troisième saison de The Clone Wars. Initialement, il était prévu d'inclure d'autres personnages du film Un nouvel espoir dont Cassio Tagge, Conan Antonio Motti et Trech Molock mais ils ont été retirés car tous ces officiers ne pouvaient pas être aussi gradés dès le début de l'Empire[28].
- Le projet Stardust, mentionné dans l'épisode est le nom de code du projet visant à créer le superlaser de l'Étoile de la Mort[28].
- Il s'agit de la première apparition des shock troopers impériaux, vêtus d'une armure de TK trooper.